# Jungbong
Jungbong (en coréen : 중봉) est une station de ski de Corée du Sud qui sera le site du Centre alpin de Jeongseon prévu pour les épreuves de descente, Super-G et combiné des jeux olympiques de 2018. Elle se trouvera dans la commune de Bukpyeong, district de Jeongseon, province du Gangwon dans les monts Taebaek et sera prête en 2016.
La descente pour les hommes partira d'une altitude de 1433 m pour une longueur de 3,5 km. La descente pour les femmes partira d'une altitude de 1380 m pour une longueur de 2,5 km. 12 000 spectateurs pourront assister à la course. L'arrivée étant a une altitude de 540 m, le choix de ce site permet de respecter les critères de la fédération internationale de ski (FIS) qui exigent un dénivelé de plus de 800 mètres. Des groupes de protection de la nature sont opposés à l'utilisation de ces pistes car elles se trouvent dans une grande zone forestière classée en tant que réserve naturelle et nécessitent le déboisement de 63 hectares de forêts. La construction s'échelonnera de septembre 2011 à septembre 2016  et coutera 76,9 millions de dollars fournis par moitié par le gouvernement régional et le gouvernement national.
Le site accueille également les épreuves alpines et le snowboard des jeux paralympiques de 2018.
À proximité, dans le district, on trouve également la station de ski High 1,, le casino de Kangwon Land, la grotte de Hwaam (une ancienne mine d'or), la cyclo-draisine de Jeongseon Auraji et on peut visiter le marché de cinq jours de Jeongseon.